# ジョン・N・ミッチェル

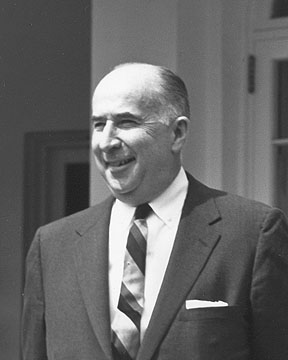

ジョン・ニュートン・ミッチェル（John Newton Mitchell, 1913年9月15日 - 1988年11月9日）は、アメリカの弁護士、元アメリカ合衆国司法長官。2度にわたる大統領選挙でリチャード・ニクソンの選対責任者を務め、ウォーターゲート事件では有罪判決を受けた。不法活動に対する有罪判決を下され、拘束された最初の司法長官である。

## 概要
ミシガン州デトロイト市で生まれて、ニューヨーク州ロングアイランドで成長した。フォーダム大学で法学位を得、1938年にニューヨークの法曹界へ入った。海軍での3年の兵役を除いて、1938年から1960年までミッチェルはニューヨークで弁護士活動を行った。
リチャード・ニクソンの法律事務所が1967年にミッチェルの法律事務所と合併し、2人は友人になった。
1968年の大統領選挙でニクソンの選挙対策本部長を務め、ニクソンを勝利に導いた。1969年1月、司法長官に就任。司法長官になるとき、ニクソン大統領は恒例のFBIによる身元調査をしないように直接ジョン・エドガー・フーヴァーFBI長官に要請し、受け入れられた。
1971年春に設立された大統領再選委員会（CREEP）の責任者を務め、ウォーターゲート事件侵入犯ジェームズ・W・マッコード・ジュニアを保安担当として雇用した。
1979年1月に仮釈放され、ウォーターゲート事件などに触れた回顧録を執筆した。